# 캐넉

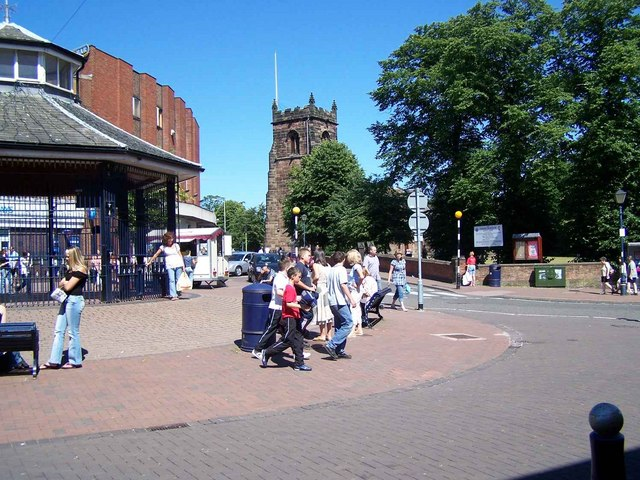
캐넉

캐넉(Cannock)은 스태퍼드셔주의 도시로, 인구는 27,883명이다.